# Condado de Osilo
El condado de Osilo es un título nobiliario concedido por Carlos Manuel III de Cerdeña el 17 de septiembre de 1767 a María Josefa Alfonso Pimentel y Téllez-Girón.
Su denominación hace referencia al antiguo señorío de Osilo, en la provincia de Sácer (hoy Sassari, Cerdeña), propiedad de la familia Centellas, sus ascendientes. Fue autorizado su uso en España por Isabel II en fecha de 17 de mayo de 1863, en favor de la tercera condesa, María Josefa de Silva-Bazán y Téllez-Girón, dama de la Orden de las Damas Nobles de la Reina María Luisa.

## Historia de los condes de Osilo
- María Josefa Pimentel y Téllez-Girón (26 de noviembre de 1752-Madrid, 5 de octubre de 1834), I condesa de Osilo,[1][2] XIX condesa de Mayorga, VIII marquesa de Javalquinto, XVI condesa de Luna, etc.[2]

Casó el 29 de diciembre de 1771 con su primo Pedro de Alcántara y Téllez-Girón, IX duque de Osuna. Sucedió su hija:
- Joaquina Téllez-Girón y Pimentel (21 de septiembre de 1784-17 de noviembre de 1851), II condesa de Osilo,[1][3] aya de la reina Isabel II y camarera mayor de palacio.

Casó el 11 de junio de 1801 con José Gabriel de Silva-Bazán, marqués del Viso (Madrid, 18 de marzo de 1782-4 de noviembre de 1839), X marqués de Santa Cruz, IX marqués de Villasor, dos veces grande de España, XII marqués del Viso, VII marqués de Arcicóllar, caballero del Toisón de Oro, etc. Sucedió su hija a quien se le autorizó el uso del título en España. Sucedió su hija:
- María Josefa de Silva-Bazán y Téllez Girón (Leganés, 22 de noviembre de 1820-Almendralejo, 30 de julio de 1874), III condesa de Osilo (título italiano, I condesa título español)[5] y dama noble de la reina María Luisa.[6]

Casó en primeras nupcias con Manuel de Carvajal y Lasso de la Vega (m. 1852) y en segundas con Fabián Gutiérrez y Lasso de la Vega, maestrante de Sevilla. Sucedió su hijo del segundo matrimonio:
- José Gutiérrez de Silva-Bazán (Sevilla, 9 de agosto de 1860-Almendralejo, 6 de agosto de 1925),[5] IV conde de Osilo (título italiano, II conde, título español),[7] y senador por la provincia de Badajoz.[8] Sin descendencia, le sucedió en 1926 su sobrino, hijo de su hermano Francisco de Borja Gutiérrez y Silva-Bazán y de su esposa María Montero de Espinosa y Sánchez Arjona:[7]

- José Gutiérrez Montero de Espinosa, V conde de Osilo (título italiano, III conde, título español).[7]

Casó el 11 de febrero de 1915, en Almendralejo, en primeras nupcias con Idia Luengo y Camps, natural de Manila, hija de Juan Luengo Martínez y de María Camps Gonzalbo. Contrajo un segundo matrimonio el 23 de julio de 1956 con María del Carmen Zorrilla y Camps. Sucedió de su primer matrimonio:
- Juan José Gutiérrez Luengo (Almendralejo, 29 de marzo de 1921-Sevilla, 28 de abril de 1995), VI conde de Osilo (título italiano, IV conde, título español)[5][7][9]

Casó el 3 de abril de 1954, en Almendralejo, con Elvira Casillas y de Alburquerque, hija de Ángel Casillas Lemus y Pilar Alburquerque y Martínez de Sousa. Sucedió su hijo:
- Pablo-José Gutiérrez y Casillas (n. 6 de abril de 1955), VII conde de Osilo (título italiano, V conde, título español).[6][10]